# 美山聖地
15°46′N 108°07′E / 15.767°N 108.117°E
美山聖地（越南语：／?），是由占婆一眾國王在公元4世紀到14世紀之間建造的一系列被遺棄和部分毀壞的印度教寺廟遺址。 寺廟是崇拜印度教神濕婆，以各種當地名義聞名，其中最著名的寺廟是巴德拉濕婆廟（Bhadreshvara）。
美山位于越南中部的廣南省濰川縣濰富社美山村附近，距離東南部的峴港69公里。而距離歷史悠久的茶嶠村約有10公里。寺廟處於一個兩公里寬的山谷內，被兩個山脈包圍。
從公元四世紀到十四世紀，美山山谷是占婆歷任國王舉行宗教儀式的場所，也是王室和民族英雄的埋葬地。它與因陀羅補羅（越南语：／?）和僧伽補羅（茶嶠）等附近的占婆城市密切相關。這個遺址包括七十多座寺廟以及梵文和占語的歷史上許多重要的碑文。
美山也許是印度支那中存在時間最長的考古遺址，但在越戰期間中遭到美軍一星期的地毯式轟炸後，造成人類文化史上很大的損失，70座寺廟及古塔中，只有20座倖免於難保存下來。
美山寺廟建築群被認為是東南亞最重要的印度寺廟建築群之一，是越南最重要的文化遺產。並經常與東南亞其他歷史寺廟建築群相比較，例如印尼瓜哇島的婆羅浮屠、柬埔寨的吳哥窟、緬甸的蒲甘以及泰國的阿瑜陀耶古城。在1999年，聯合國教科文組織將美山寺廟作為文化遺產，列入世界遺產名錄。美山聖地被認為滿足世界遺產登錄基準中的以下基準而予以登錄：（ii）在某期間或某種文化圈裡對建築、技術、紀念性藝術、城鎮規劃、景觀設計之發展有巨大影響，促進人類價值的交流。（iii）呈現有關現存或者已經消失的文化傳統、文明的獨特或稀有之證據。以作為現在已經滅絕的亞洲文明的證據列入為世界遺產。

## 歷史
在美山現存的70多座寺廟和墳墓是在公元4世纪到14世纪之間建成，從而使得美山成为占婆王國的聖地。4世纪時，逝世的國王就被埋葬於此。然而，碑文和其他證據表明，在更早些時候，部分建築物可能在4世紀以前存在。 美山寺廟建築群應該是曾經統治越南中南部地區長達14個世紀的占婆王國的宗教和歷史文化中心，因為有證據表明其曾以附近的荼嶠或同陽為政治中心。

### 巴德拉哇曼（范胡達）和巴德拉濕婆廟

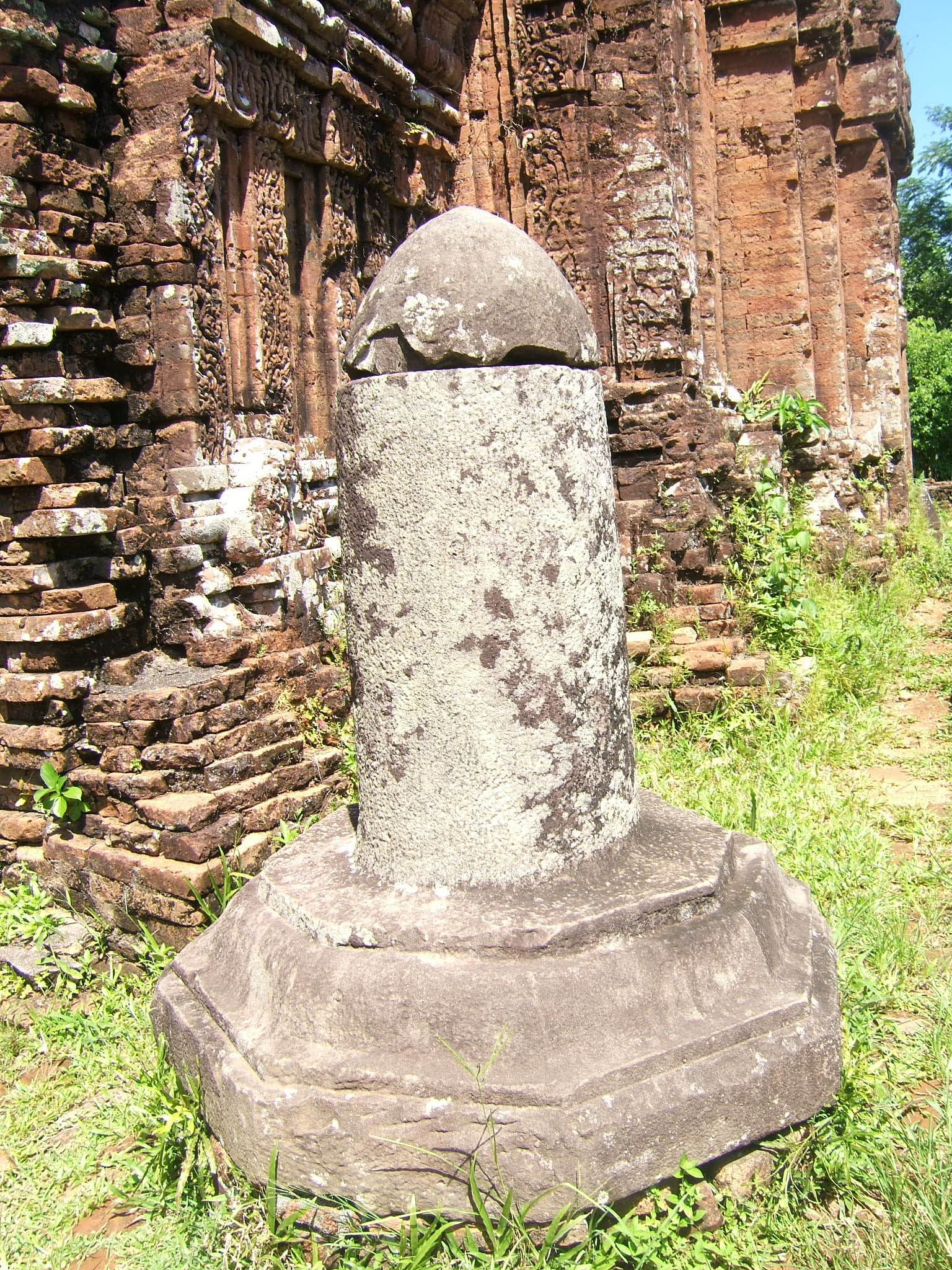
美山聖地的分層式林伽，建於10世紀。在它旁邊的寺廟是"B4"

通過美山的修復，從相關證據記載中發現最早的占婆歷史事件是范胡達的林邑國王時代 (梵文:巴德拉哇曼(Bhadravarman),  按照字面可以解釋為「受祝福的鎧甲」但同時也可稱為雙瓣茉莉花)。他在380年至413年統治期間，在統治後半部分對中國佔領的北越的部分地區發動戰爭。 在美山，巴德拉哇曼為婆羅門教神祇濕婆神建立了一個含有林伽的神廟。這個神廟被國王命名為「巴德拉濕婆廟」，這個神廟的名字是國王名字巴德拉哇曼和濕婆神名字「īśvara」合二為一的簡稱。:56
巴德拉哇曼王在美山上豎立了一個碑以記錄他的成就。石碑表明，國王將整個美山山谷奉獻給巴德拉濕婆廟。 文本以巴德拉哇曼對他的繼任者的請求而結束：「對我的同情不會摧毀我所給予的。」。:29 汲取輪迴和業的教義，他補充道:「如果你摧毀我的基礎，你不同的出生中的所有善行都是我的，我所做的一切壞事都是你的。相反，如果你妥善維護禀賦，那麼善行就屬於你自己。」:192-193巴德拉哇曼的繼任人覆行他的請求，導致美山已經成為許多占婆世代的宗教中心。

### 商菩跋摩（范梵志）

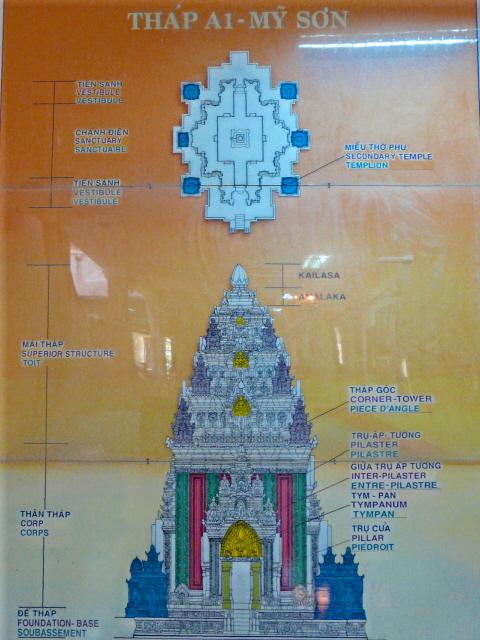
商菩跋摩國王致力於供奉商菩濕婆寺廟“A1”。現在已經是一堆瓦礫。但幸運的是，學者們在被越戰毀壞之前，就能夠製作出這個圖。

巴德拉濕婆廟建造兩個世紀以後，巴德拉濕婆廟被大火燒毁了。在七世紀，商菩跋摩國王（越南语：／，名字是從中國史料轉錄），他從公元577年統治占婆直到公元629年，並重建了寺廟，重新建立了名为商菩-巴德拉濕婆(梵文:Sambhu-Bhadresvara)的濕婆廟，並豎立了一個碑文以紀念是次事件。:326 石碑肯定了商菩-巴德拉濕婆是世界的創造者和罪惡的驅逐者，並表示希望「占婆王國中充滿快樂」。:14,196石碑也讚揚了國王「像一個照亮夜晚陸地的太陽」，而他的榮耀像「秋天夜晚的月亮」一樣高掛在天空。
而諷刺的是，商菩跋摩的統治年間被認為是占婆王國遭受到最具破壞性入侵的時代。在公元605年，因為朝貢問題，隋朝將軍劉方從越南北部地區帶領一支軍隊向南進擊，擊敗了商菩跋摩的象軍，攻入當時林邑的首都，劫掠了一千多件佛教書籍以及用於紀念前十八位林邑國王統治的黃金片。 。由於劉方等人受到當地流行病的影響，來自中國的入侵者最終返回越北。而商菩跋摩得以回到林邑國，開始了重建的進程，並定期向隋朝進貢，以綏靖來防止再次發生災難事件。
在20世紀初，一眾法國學者調查了美山，確定了這個當時仍然存在的大型建築，並以「雄偉的比例，古代的風格和豐富的裝飾」為特色來形容由商菩跋摩國王建造的商菩-巴德拉濕婆。 但不幸地，這個被學者們稱為「A1」的大型建築，在越南戰爭期間被美軍的地毯式轟炸造成實際上的毀壞。現今只剩下一埋頹垣敗瓦。

### 波羅迦含達摩
迦含達摩王 (諸葛地，由中國史料記載)由公元653年到約687年為占婆國王。 成為國王後，他以毗建陀跋摩（梵文:Vikrantavarman）自命。:326 在其統治林邑國期間，他向南擴大了占婆的邊界，並向唐朝派出大使進行朝貢（朝貢品包括馴鹿和大象）。銘文不僅將他紀錄在到美山，還與附近的荼嶠和同陽的城市定居點聯繫在一起。 他開始捐贈“刀鞘 (kosas)”或放置裝飾的金屬袖子在一個林迦上的宗教習俗。對於一個占婆國王的來說，他不僅專注供奉濕婆，而且也供奉毗濕奴。:66-70
美山其中一個最重要的石碑是在公元657年由波羅迦含達摩豎立。石碑的目的是紀念國王建立一個確定濕婆為世界統治者的神，以克服生生不息的業的種子。石碑之所以如此重要是因為它闡述了國王的歷代祖先，對於重建占婆各代統治者的序列有很大程度的幫助。他提到他的祖先是名為伊奢那跋摩一世的真臘國王。其祖先可以追溯到梵的貴族混填(Kaundinya)和那伽的女兒蘇摩的愛情故事。:197-203

### 後來的發展

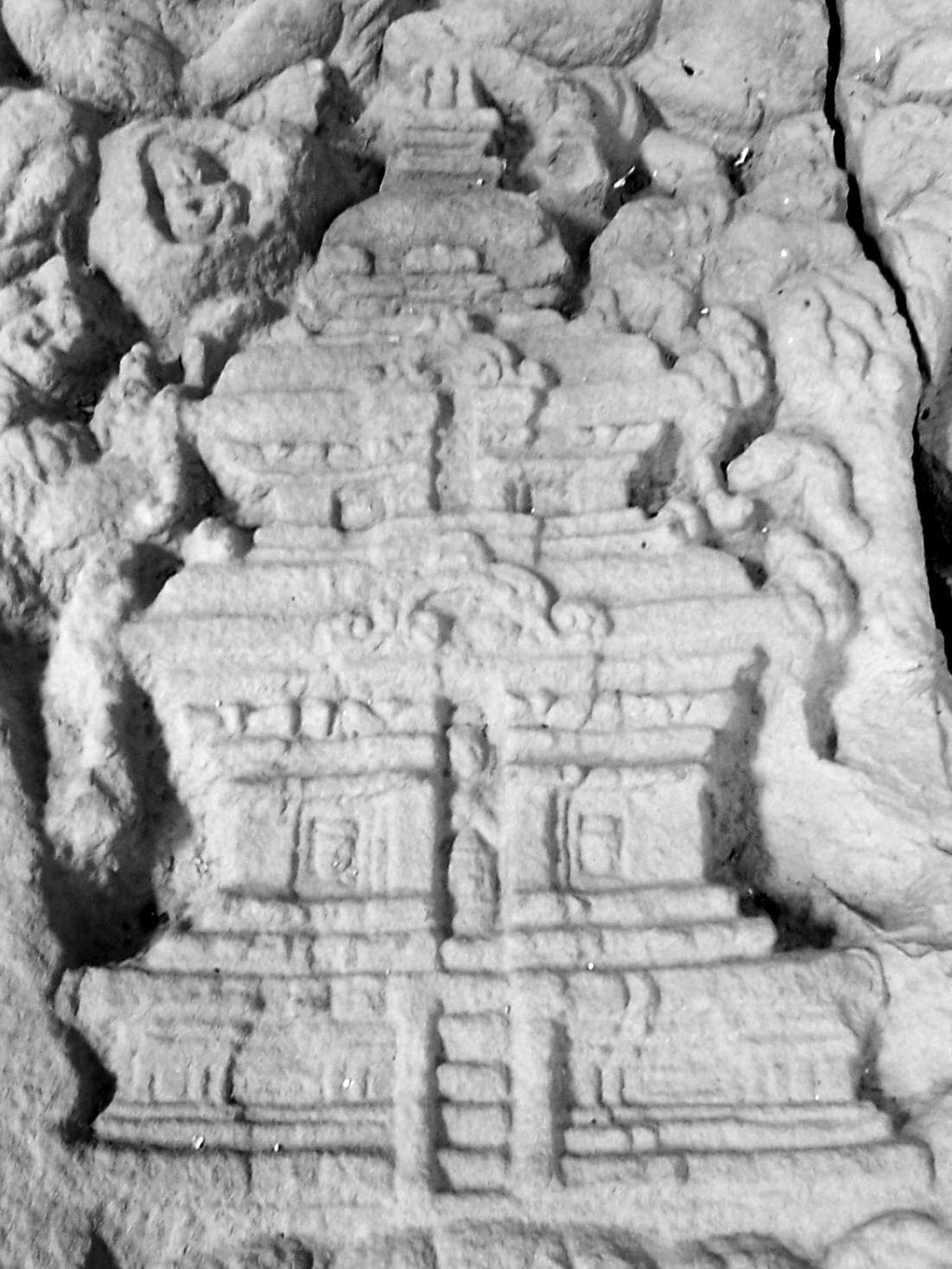
在美山博物館的一座占婆廟塔碎片是由約十世紀的占婆藝術家描繪

隨後歷代的國王都對較舊的寺廟進行整修，並建造了更多的寺廟。許多世紀以來，不同規模的寺廟和神社的建設繼續進行，導致美山曾經成為越南中部占婆文明的宗教和文化中心，以及國王和宗教領袖的埋葬地。:71,123,125,154–155,164–165頁
大多數現存的占婆寺廟都在美山，例如在公元10世紀建成的伊沙拿巴德濕婆廟（梵文:Isanabhadresvara）。:125 不幸的是，這個時期的石碑除了零碎的碎片外並沒有保存至今。:71在10世紀初，占婆的政治中心位於離美山不遠的同陽。在該世紀末，由於與越南人在戰爭中的軍事挫折，政治中心向南移往平定省。最終，占婆國王仍繼續定期修繕美山的寺廟，甚至建造新的建築群。目前關於美山最重要的記錄是在公元1243年的有關闍耶因陀羅跋摩五世國王的一個支柱石碑。直到十五世紀初，占婆已經失去了在其北部最大的領地，包括美山地區。:170-171

### 現代學術研究
自越南在征服越南中部以後，占婆最終在歷史的舞台中消失，美山寺廟建築群被長年忽略和遺忘。直至1898年由法國人M.C 巴黎重新進行探險行動。:4-5一年後，法國遠東學院 (EFEO) 的成員開始研究美山的碑文、建築和藝術。在1904年，他們在社會雜誌遠東的法國學校的公告上發表了他們的初步調查結果。亨利·帕爾芒捷以廢墟來描述美山，而路易士‧芬諾則公布已經發現美山聖地。

### 修復
1937年，法國的學者開始修復美山寺廟。在1937年和1938年，被稱為"A1"的主體寺廟以及在其周圍的寺廟被修復完成。其他主要寺廟在1939年到1943年之間被修復完成。最終，很多歷史建築都要越南戰爭期間毀於一旦。1969年8月美軍B52轟炸機在美山地區進行地毯式轟炸。由於美山地區仍有一些未引爆的地雷，導致周邊地區仍然處於危險狀態。

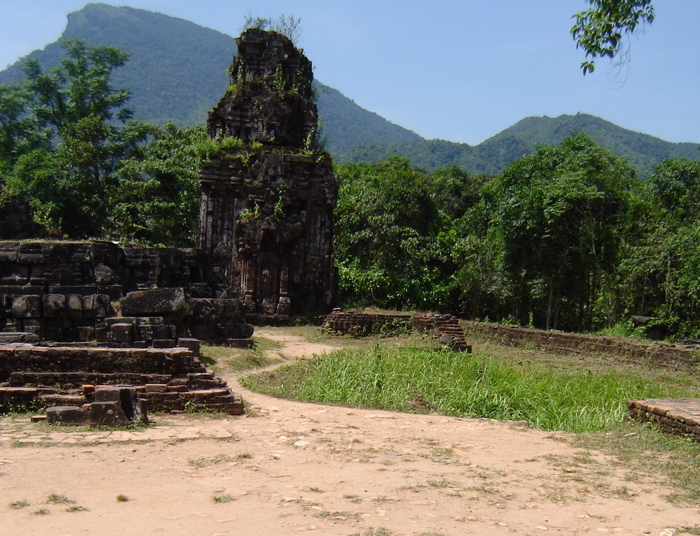
美軍在越南戰爭期間的轟炸所造成的坑洞至今仍清晰可見。

建築群的中心大部分寺廟遺址都保存到今天。然而，對於剩下的寺廟的結構完整性，依然存在對其中一些容易倒塌的擔憂。雖然許多寺廟群很多的雕像已被移除到法國或越南的歷史博物館，例如峴港占婆雕刻博物館。有一部分可以在美山聖地兩個寺廟設立的臨時博物館中看到，臨時博物館是由來自德國和波蘭的捐助者資助。
2002年至2004年，越南文化部分配了約44萬美元維護美山遺址。聯合國教科文組織的修復計劃草案由意大利政府和日本贊助者資助，以防止遺址進一步惡化。修復計劃也由文化遺產基金會資助。

## 考古與建築

### 建築物類型
美山的所有剩餘建築物都被認為是宗教建築。 它們有以下類型：
- 聖塔(Kalan)是一座磚屋，通常是塔頂的形式，是供奉神祇的廟堂。
- 曼達坡(mandapa)是與聖所相連的入口走廊。
- 祭火神殿(kosagrha)或火屋是一種建築物，通常是鞍形屋頂，用於容納屬於神的貴重物品或為神烹調貢品。
- 瞿布羅(gopura)是通往整個一組有圍牆的寺廟建築的門口，通常也有塔頂。

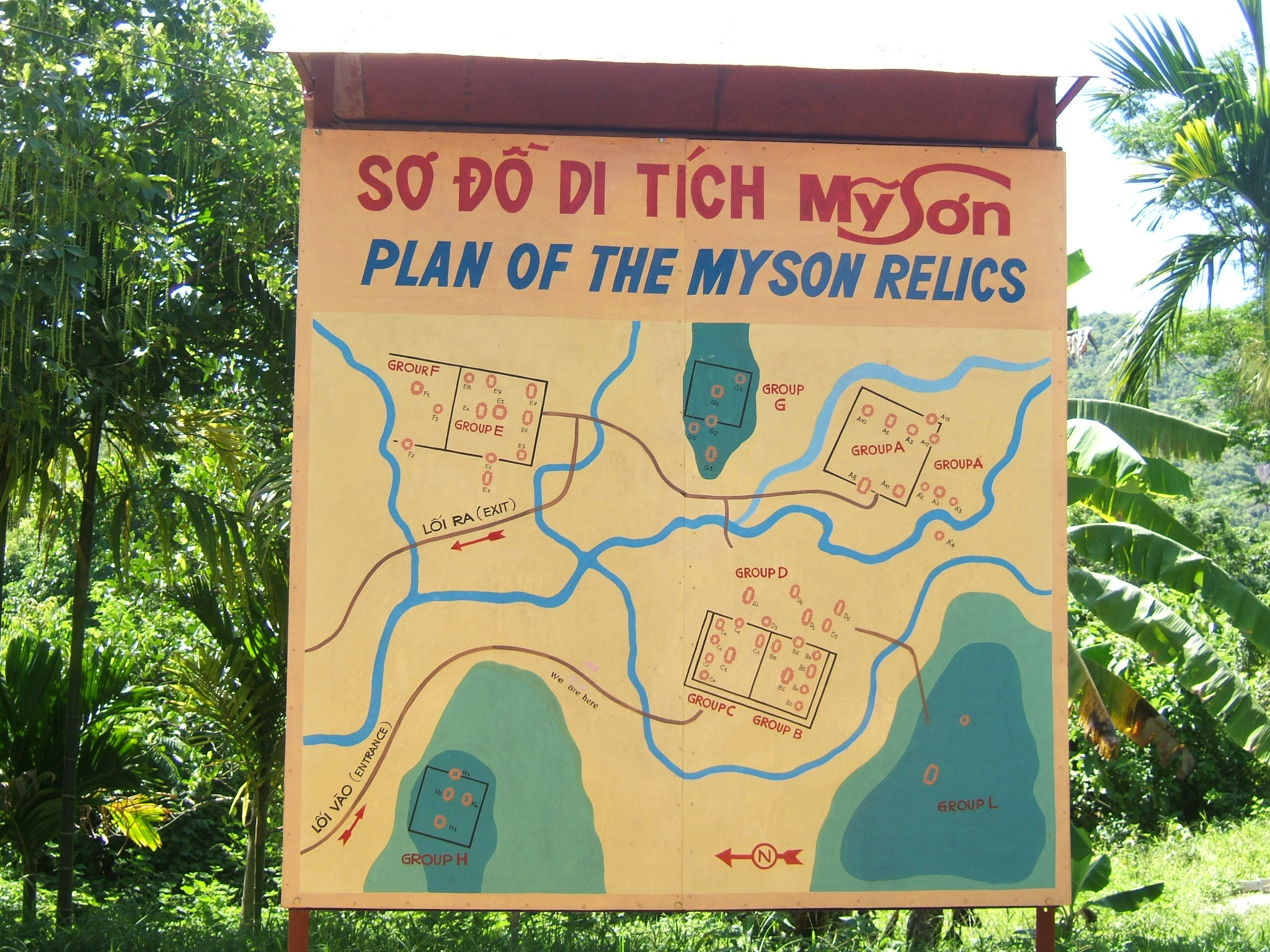
這張地圖顯示寺廟群的相對位置。

### 建築物分辯系統
當亨利·帕爾芒捷在1899年開始研究美山時，他發現了總共71座寺廟的遺跡。他將它們分為14組，並將其中10個列為主要組別，組別分別由多個寺廟組成。:5為了達到識別的目的，他以一張紙分配了這些主要建築群：A，A'，B，C，D，E，F，G，H，K。在每個組別內，他分配了包括它的建築群的數字。 因此，“美山E1”是指屬於“E”組的，而其建築被分配了數字“1”。:5-6

### 建築技術
大多數美山的寺廟被是以紅磚為建築主要物料，只有一個（標記“B1”的寺廟）是以石頭建成。 而占婆寺廟的雕刻裝飾是直接在磚頭上切割，並不是像在9世紀建成的柬埔寨寺廟巴孔寺般，將其切割完畢再插入磚牆的砂岩板上。
時至今日，占婆文明所用的建造技術仍尚未完全了解。 另外尚未完全解決的問題包括磚塊的製作方法、磚塊之間的砂漿以及磚塊上的雕刻裝飾等問題。

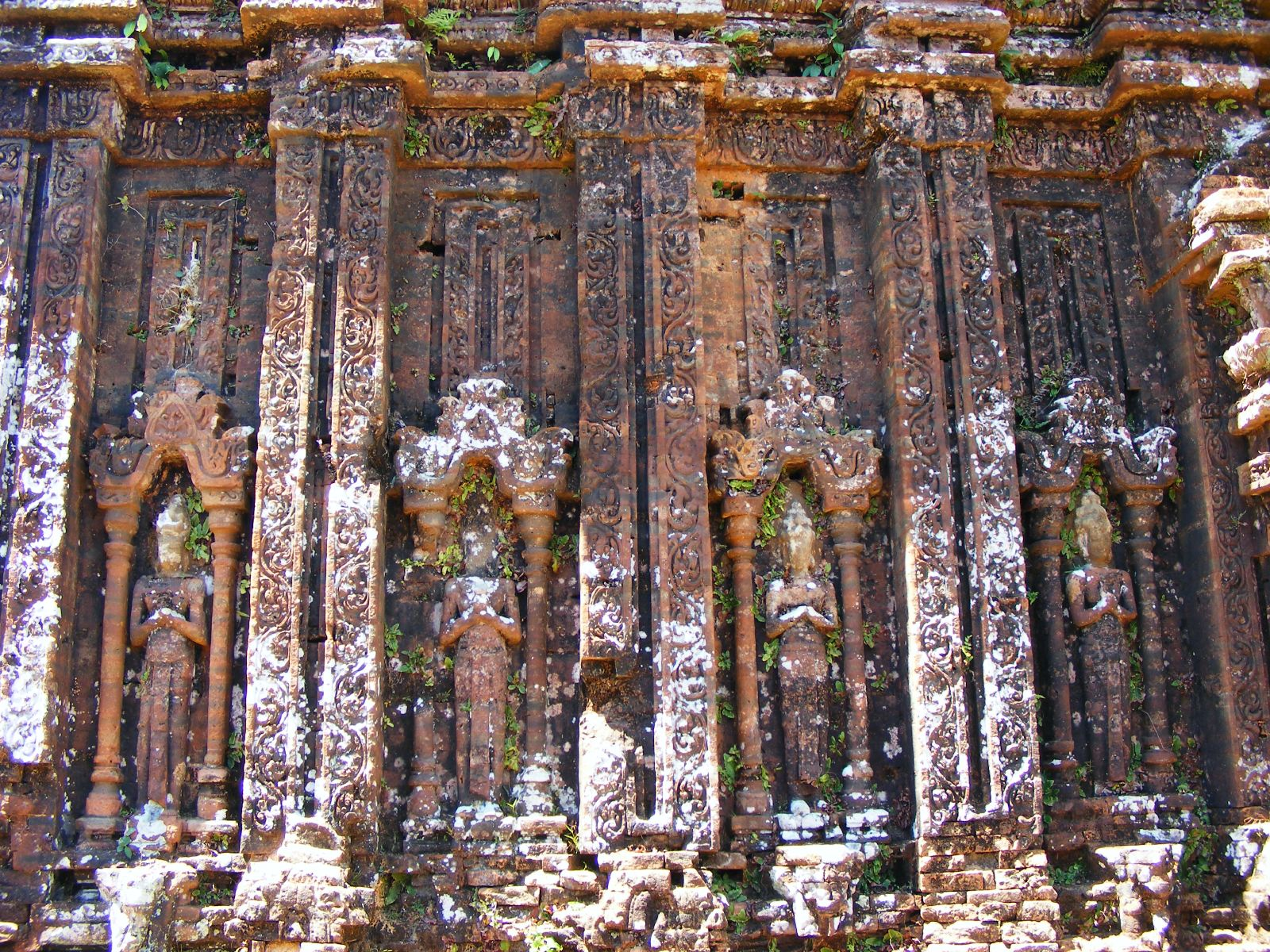
美山的寺廟由紅磚所組成。寺廟中的雕刻裝飾是被直接在磚頭上切割。

- 在建築過程中什麼時候開始用火硬化磚塊？是當磚首開始硬化，然後建築人員開始安排建築結構，或者是由部分硬化的磚去建成結構，然後整個結構被火加熱以完成磚的硬化？ 整體結構在組裝後重新加熱的假設得到證據表明，在磚塊之間的灰漿的某部分受到高溫的證據。這個相反的假設得到了這樣一種觀察的支持：建築結構沒有大規模的強烈火焰的遺留跡象，例如為了將它們整體加熱的跡象。[6]:29-30
- 到底磚與磚之間是如何粘在一起？其中一個假設是美山的建築人員開發了一種原產於越南中部的樹的樹脂將磚粘合起來。而另一個假設是從用於與粘土一樣的磚本身製成的砂漿所粘合。後者假說是基於化學測試的支持。而研究人員發現在磚塊核心中存在礦物質。時至今日，過往一度將磚塊固定在一起的砂漿已經大大衰退，甚至強風也能從建築物中鬆開磚塊。[6]:27-29
- 在建造寺廟這個過程中在什麼時候開始進行雕刻的裝飾？牆壁是否被修建，然後再被雕刻，或者是先對磚塊進行雕刻，然後組裝起來創建牆壁？ 對雕刻的檢查顯示沒有虛線，如果磚塊是首先被雕刻然後再進行組裝將是預期的結果; 結果，學者們得出結論，占婆工匠將磚塊直接雕刻成磚牆。[6]:29-31

## 外部連結
- Bulletin de l'Ecole française d'Extrême-Orient （页面存档备份，存于）, 1901-1936. Now online at gallica.bnf.fr, 該本雜誌記載了20世紀初的法國美山學術獎學金和其他東南亞研究課題的研究。
- 全球遺產網絡有關美山在Google Earth探索
- 聯合國教科文組織法令 （页面存档备份，存于）
- 聯合國教科文組織關於美山頁面
- Mỹ Sơn （页面存档备份，存于）
- 詳細以美山紀念碑和信息為特色的圖片集 （页面存档备份，存于） (加上附近的邦安占塔)